# Gunilla Håkansson
Gunilla Håkansson, född 1965 i Kalmar, tillträdde posten som chefredaktör och ansvarig utgivare på Allas i Malmö i maj 2007. Hon hade då arbetat  på tidningen sedan januari 1999 och kom från lokalpresstidningen Östran/Nyheterna i Kalmar .
2019-2024 var hon chefredaktör och ansvarig utgivare på Bohusläningen i Uddevalla och Strömstads Tidning och genomförde då omfattande digitaliseringar.  Till exempel gick Strömstads Tidning från tre papperstidningar i veckan till helt digitalt. 